# Fistulobalanus kondakovi
Fistulobalanus kondakovi is een zeepokkensoort uit de familie van de Balanidae. De wetenschappelijke naam van de soort is voor het eerst geldig gepubliceerd in 1957 door Tarasov & Zevina.